# Schlacht von Tabora
1914

Maziúa – Njassasee – Karonga – Sansibar – Rufijidelta – Kilimandscharo – Tanga
1915

Jassini – Bukoba – Tanganjikasee  – Saisi
1916

Oldoboro (Salaita) – Reata-Latema – Tabora Offensive (Tabora) – Kahe – Kondoa Irangi – Matamondo – Kilosa – Mlali – Dutumi – Kisaki – Kibata
1917

Behobeho – Nambanje – Kiawe Brücke – Rumbo – Mahiwa – Mahenge – Ngomano
1918

Namacurra – Lioma – Pere Hills
Die Schlacht von Tabora (französisch: Bataille de Tabora, englisch: Battle of Tabora) war eine militärische Offensivaktion, die während des Ersten Weltkriegs vom 8. bis zum 20. September 1916 rund um die Stadt Tabora im Nordwesten Deutsch-Ostafrikas (dem heutigen Tansania) stattfand. Die Schlacht war Teil des Ostafrikafeldzuges und der Höhepunkt der sog. Tabora-Offensive, bei der eine belgische Truppe der Force Publique aus Belgisch-Kongo die Grenze überquerte, die Siedlungen Kigoma und Tabora (die größte Stadt im Inneren der deutschen Kolonie) eroberte und die deutsche Schutztruppe für Deutsch-Ostafrika zurückdrängte. Der Sieg brachte nicht nur einen Großteil des Territoriums Ruanda-Urundi unter belgischer Militärbesatzung, sondern gab den Alliierten auch die Kontrolle über die wichtige Tanganjikabahn.

## Hintergrund
Auf dem europäischen Kriegsschauplatz war das eigentlich neutrale Belgien durch den deutschen Einmarsch am 3. August 1914 zur Kriegspartei geworden. Im Kongo, seit 1909 Kolonie Belgiens, gab es seit Kriegsbeginn einzelne Offensivaktionen der Deutschen an der Grenze zu Deutsch-Ostafrika. Obwohl belgische und britische Truppen die Deutschen 1915 während ihrer Offensive am Tanganjikasee zurückdrängen, betrachteten die Alliierten die deutsche Kolonie weiterhin als Bedrohung und planten die Besetzung. Weiterhin sollte auch den deutschen Absichten zur Errichtung eines Deutsch-Mittelafrikas, obwohl durch den Kriegsverlauf kaum noch erreichbar, entgegengetreten werden. Allerdings war die sog. Force Publique, die Streitmacht Belgisch-Kongos, wie viele Kolonialtruppen zu der Zeit, eher auf Aufstandsbekämpfung im Innern, als auf das Vorgehen gegen die Kolonialtruppen anderer Mächte vorbereitet.
1916 wurde Generalmajor Charles Tombeur zum Kommandeur der Force Publique ernannt und leitete die Neuorganisation und Neubewaffnung der Truppe ein, was eine offensivere Ausrichtung der Truppe ermöglichen sollte. Hierfür wurden einige Hundert Offiziere aus Flandern nach Afrika, weiterhin neue Flugzeuge, Artillerie und Gewehre in den Kongo verlegt, sodass Tombeur Anfang 1916 eine ganze Division mit vier Regimentern und 12000 bis 15000 Soldaten – davon 5000 neue Rekruten – zur Verfügung stand.
Zeitgleich schlossen die Belgier und Briten ein Abkommen, um die Offensive gegen Deutsch-Ostafrika vorzubereiten, mit der Absicht, „die Herrschaft über den Tanganjikasee zu gewinnen, den Feind von den eigenen Grenzen fernzuhalten und einen Teil der deutschen Kolonie zu besetzen“.
Für das Ziel der Offensive fiel die Wahl auf Tabora, bedeutendster Handelsplatz und Verwaltungszentrum im Inland der deutschen Kolonie. Weiterhin hatte die ab 1905 begonnene Tanganjikabahn, die Daressalam mit Kigoma verband, einen bedeutenden Haltepunkt in der Stadt, die damit auch Nachschubzentrum für die kaiserliche Schutztruppe war.
Die Vorbereitungen für die Offensive seitens der belgischen und britischen Truppen waren im April 1916 abgeschlossen. Die belgische Armee marschierte unter dem Kommando von Tombeur in zwei Kolonnen auf die Stadt Tabora zu. Die Schlacht fand vom 8. September 1916 bis zum 19. September 1916 statt.

## Ablauf
Charles Tombeur hatte seine Truppen in drei Einheiten geteilt. Zwei Einheiten, nach ihrem Aufmarschgebiet südlich bzw. nördlich des Kivusees Südbrigade und Nordbrigade genannt, sollten offensiv vorgehen, während eine weitere Einheit am Tanganjikasee defensiv bleiben sollte. Diese Einheit am Tanganjika wurde von Georges Moulaert geführt. Südbrigade und Nordbrigade rückten in der Folge auf Tabora vor.
Die Nordbrigade unter Oberst Philippe Molitor rückte im Mai 1916 in Ruanda ein, durchquerte die Region Ussewi und erreichte am 30. Juli den Viktoriasee bei Mwanza.
Nach der Besetzung Urundis im Juni rückte die Südbrigade unter dem Kommando von Oberst Frederik-Valdemar Olsen von Gitega aus entlang des Ostufers des Tanganjikasees nach Süden vor. Sie bestand aus 8000 Soldaten der Force Publique. Außerdem wurden 5000 Träger mobilisiert, sowie 100 Ochsenkarren, die von der britischen Armee ausgeliehen wurden.  Am 28. Juli eroberte diese Kolonne den Hafen von Kigoma, Endstation der strategischen Eisenbahnlinie, die von Daressalam über Tabora dorthin führte.
Anfang August setzten beide Kolonnen ihren gemeinsamen Vormarsch nach Tabora fort. Eine zahlenmäßig schwächere britische Truppe, die sog. Lakeforce, unter dem Kommando des südafrikanischen Brigadegenerals Charles Crewe setzte sich aus Britisch-Ostafrika ebenfalls in Richtung Tabora in Bewegung, ihr Vormarsch wurde allerdings durch den starken deutschen Widerstand und Nachschubprobleme erheblich verzögert. Trotzdem hatte diese Truppe bereits am 9. Juli die größte Insel des Victoriasees, Ukerewe sowie fünf Tage später Mwanza erobern können.

### Schlacht von Tabora

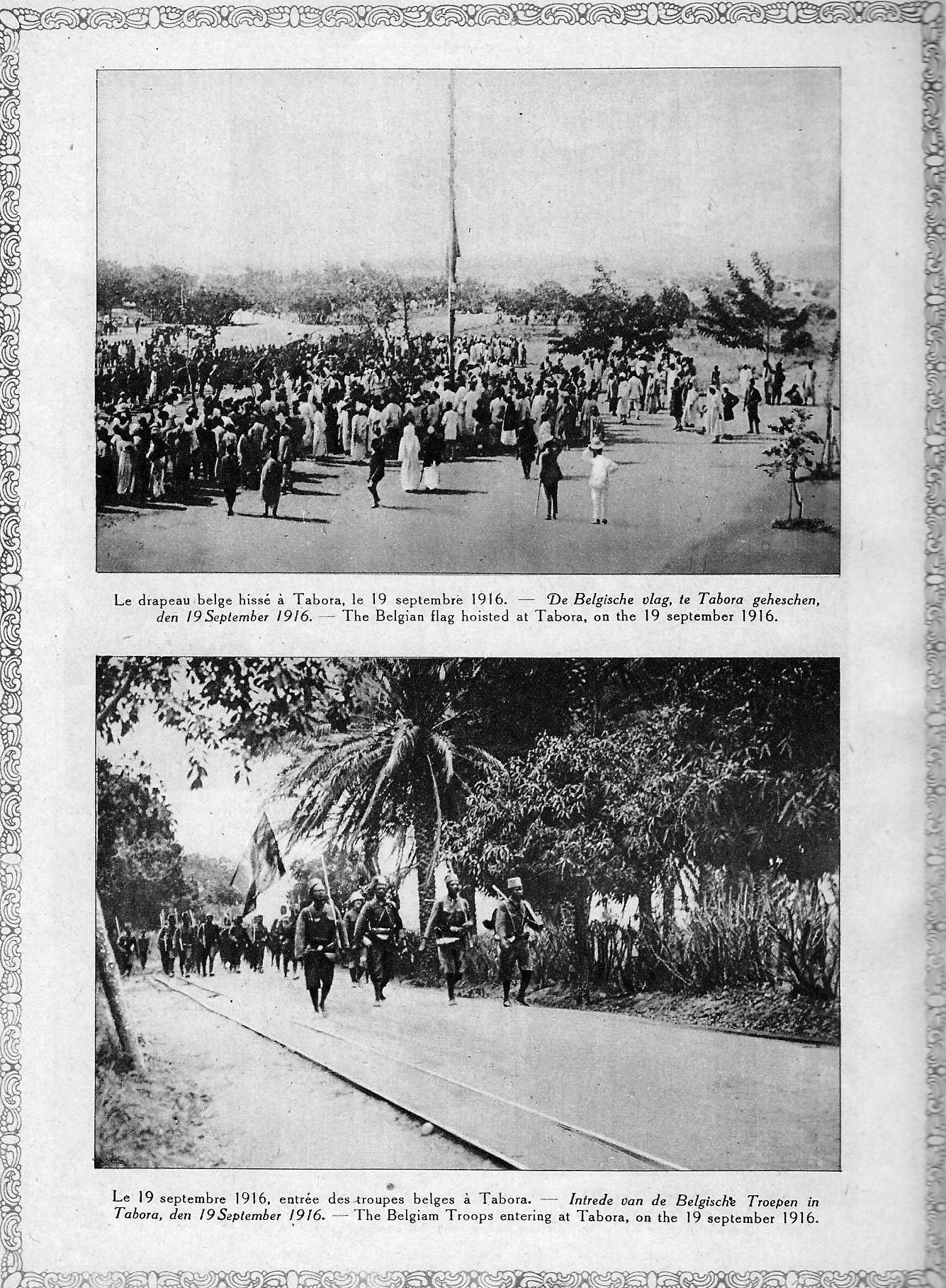
Belgische Truppen nach der Einnahme von Tabora.

Die Südbrigade rückte entlang der Tanganjikabahn von Kigoma aus nach Tabora vor. Die Deutschen wichen zurück und zerstörten bei ihrem Rückzug die Bahn, sowie auch das rollende Material, um deren Nutzung durch die Belgier zu verhindern.[a]
Tabora liegt auf eine offene Ebene, umgeben von Hügeln, die der deutsche Generalmajor Wahle für seine Verteidigungsanlagen nutzte. Am 30. August übernahm die Vorhut der Südbrigade unter dem Kommando von Hauptmann Olaf Svihus die die Kontrolle über den deutschen Bahnhof in Usoke, westlich von Tabora. Als Reaktion darauf schickte Wahle Verstärkung per Zug von Tabora dorthin. Die Angriffe der deutschen Schutztruppe vom 2. und 3. September wurden allerdings von der Force Publique zurückgeschlagen.
Am 7. startete General Wahle einen weiteren Gegenangriff auf den Bahnhof von Usoke, diesmal wurde der Angriff auf deutscher Seite von einem auf einen Eisenbahnwaggon montiertes Marinegeschütz unterstützt. Beide Seiten erlitten schwere Verluste, der Bahnhof wurde schwer beschossen. Letztlich konterte die Force Publique den Angriff und die Deutschen wurden zurückgedrängt.
Als nunmehr der letzte Widerstand in Usoke gebrochen war, rückten die Belgier vor und erreichten am 8. September die deutschen Verteidigungsanlagen von Tabora bei Lulanguru von Westen her. Die Kämpfe gegen die dortige Verteidigung dauerten vom 8. bis zum 12. September an.
Wahle hatte seine Hauptpositionen in Itaga, nördlich von Tabora, eingerichtet und dort auch seine Artillerie konzentriert. Vom 10. bis 12. September stieß die inzwischen herangekommene Nordbrigade, die an ihrem linken Flügel von der britischen Brigade unter General Charles Preston Crewe gedeckt wurde, dort auf heftigen deutschen Widerstand und erlitt erhebliche Verluste. Zu diesem Zeitpunkt waren allerdings auch Wahles Truppen auf 1100 Mann geschrumpft und es kam zu zunehmenden Desertationen unter seinen Askari-Soldaten.

### 16. September – 19. September 1916

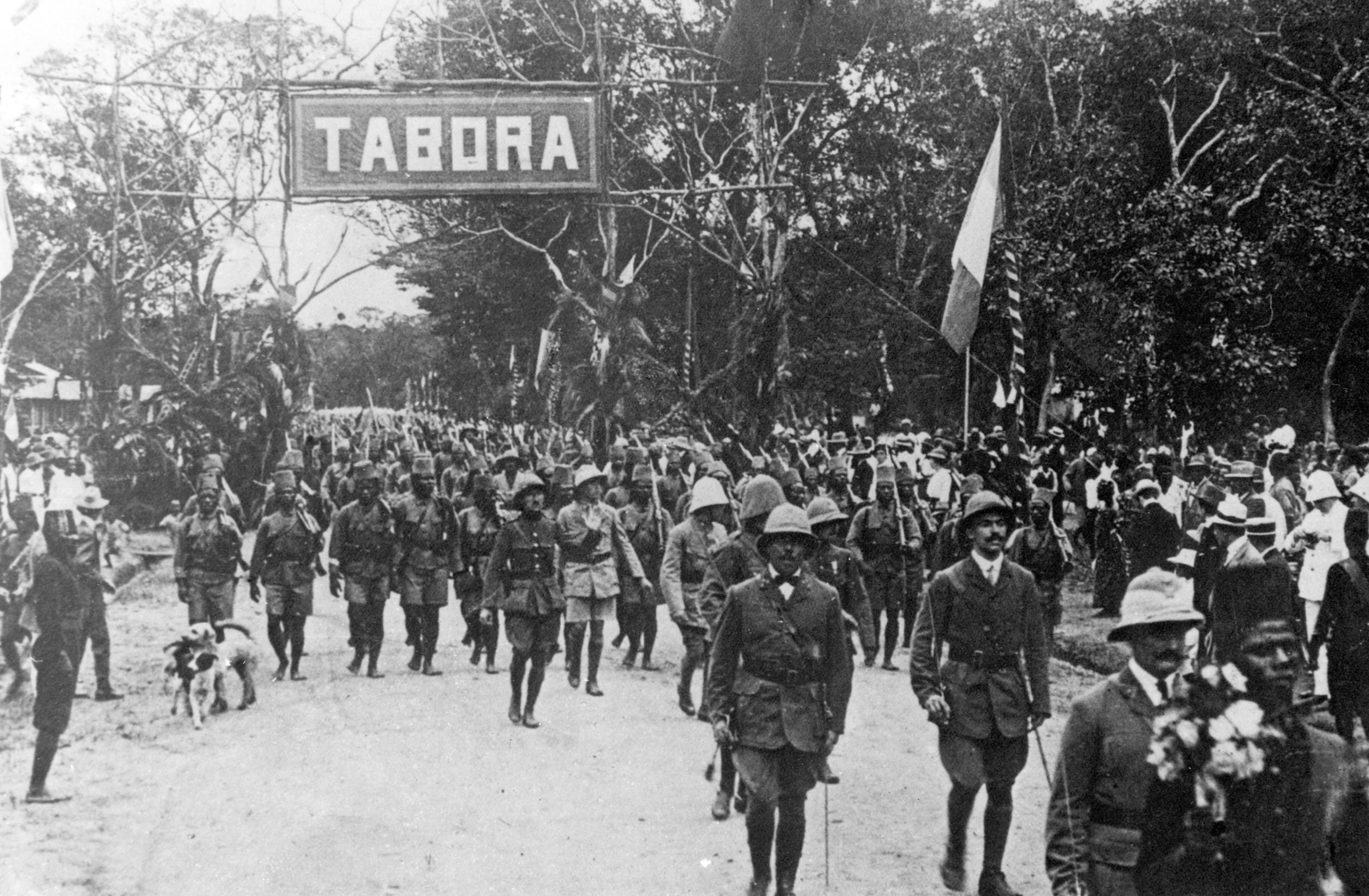
Der Einmarsch der belgischen Armee in die Stadt Tabora.

Am 16. September fingen die Deutschen einen Brief aus Crewe für Oberst Molitor (Brigade Nord) ab, aus dem hervorging, dass die Hauptoffensive aus dem Norden für den 19. geplant sei. Von den vorangegangenen schweren Kämpfen dezimiert, evakuierten die deutschen Truppen am 18. September 1916 über Nacht die Stadt und zogen sich in drei Kolonnen nach Südosten zurück. Die Zivilbehörden von Tabora ergaben sich am 19. September den Truppen der Force Publique.
In der Folge versank Tabora im Chaos, da marodierende Soldaten der Force Publique die Stadt plünderten und brandschatzten. Den Übergriffen fielen Afrikaner und Europäer gleichermaßen zum Opfer. Deutsche Zivilisten wurden ausgeraubt und auf offener Straße misshandelt. Hauptleidtragend war allerdings die afrikanische Zivilbevölkerung, die sexuellen Übergriffen und willkürlichen Hinrichtungen ausgesetzt war. In den folgenden Wochen dehnten die Force Publique Soldaten ihre Plünderungen auf das Umland aus.
Ähnliche Vorfälle hatte es während des gesamten belgischen Vorgehens in Deutsch-Ostafrika gegeben.

## Bilanz

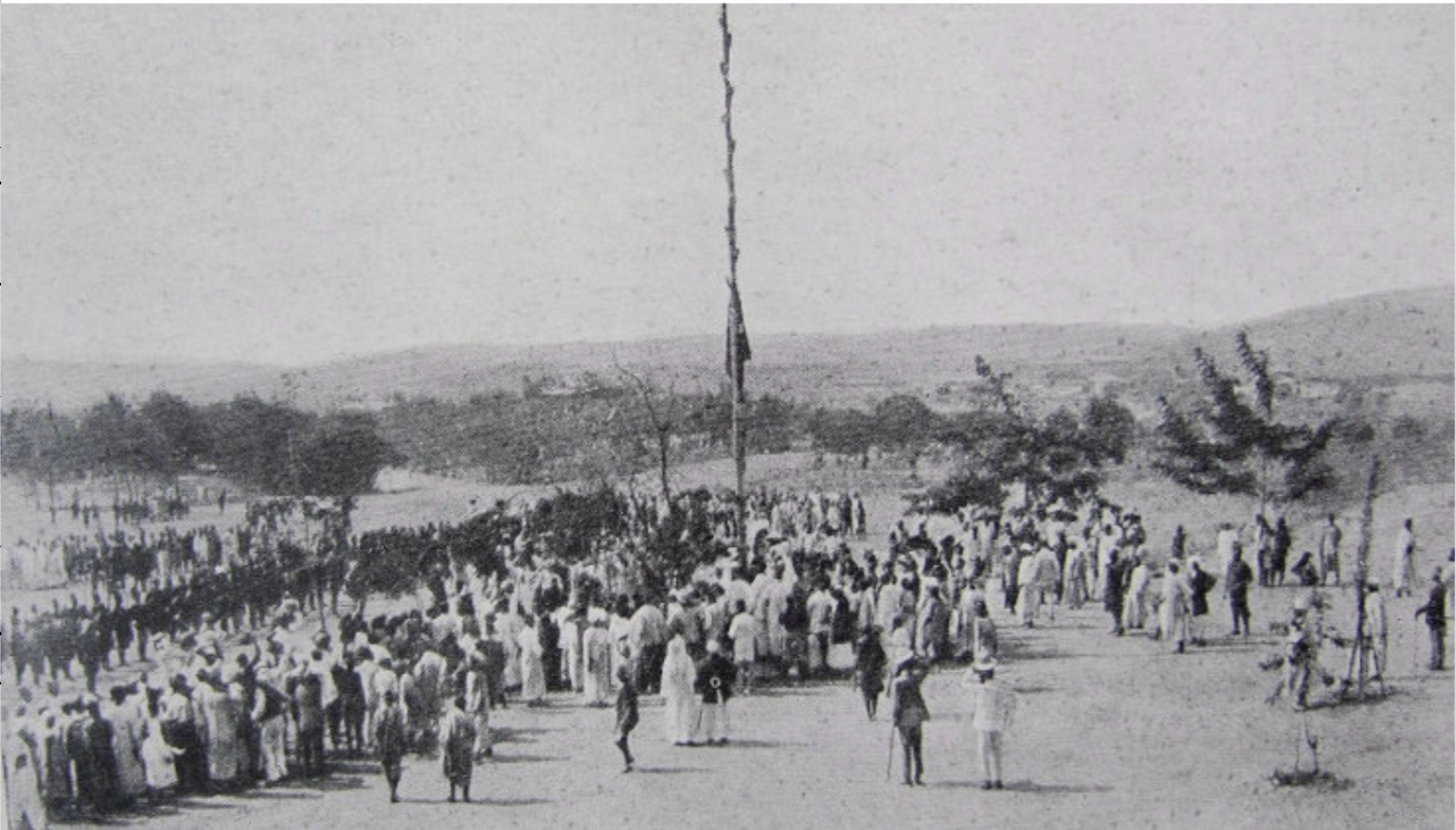
Hissung der belgischen Flagge in Tabora nach Eroberung der Stadt.

Nach dem Rückzug der deutschen Truppen und der Übergabe der Stadt durch die Zivilverwaltung konnten die Belgier insgesamt über 200 alliierte Kriegsgefangene befreien, davon 100 Briten, 47 Italiener, 9 Belgier, 3 Franzosen sowie 35 weitere Soldaten.
Was die Verluste auf belgischer Seite betrifft, so verloren sie in der Schlacht von Tabora 150 Soldaten, 3 Offiziere und eine nicht bekannte Anzahl von Trägern.  
Die Deutschen hatten weniger Verluste zu beklagen, da ihre Truppen unter der Führung von General Wahle die Stadt Tabora rechtzeitig verlassen hatten. Der belgische Kolonialminister sprach von einer Flucht. In einem anderen Dokument vom Oktober 1916 heißt es: „Der Feind ist weniger geschlagen, als man hoffen konnte, er zeigt große Aktivität und errichtet neue Stützpunkte.“

## Folgen
Mit der Eroberung Taboras hatten die Belgier ihr wichtigstes Kriegsziel erreicht. Sie hatten die bevölkerungsreichsten und wirtschaftlich bedeutendsten Gebiete der deutschen Kolonie Ruanda, Burundi und einen Teil von Tanganjika unter ihre Kontrolle gebracht. Sie kontrollierten damit einen Großteil der letzten verbliebenen deutschen Kolonie. Weiterhin verfügten sie mit Tabora nun eine gute Ausgangsbasis für weitere Offensiven.
Tabora war der erste Sieg der Belgier im Ersten Weltkrieg und er hatte für die Psychologie der belgischen Offiziere einen hohen Wert, die den Sieg als Wiedergutmachung der vorangegangenen Niederlagen, vor allem auch in Europa, ansahen. Die Belgier hatten in Tabora nicht nur gegen die Deutschen, sondern auch den Wettlauf mit den Briten gewonnen. Mit dem Einmarsch in die Stadt hatten die belgischen Offiziere Abmachungen mit den Briten ignoriert, wonach Tabora von britischen Truppen besetzt werden sollte, was allerdings durch die Verzögerungen im britischen Vormarsch nicht zustande kam.
Die Briten reagierten auf den belgischen Einmarsch entsprechend ungehalten und übten in der Folge Druck auf die belgische Exilregierung in London aus, die vom guten Willen ihrer Gastgeber abhängig war. Tombeur wurde nach Europa zurückbeordert und durch Armand Huyghé ersetzt und im März 1917 mussten die Belgier Tabora schließlich räumen und den Briten übergeben.
In der weiteren Folge dieser erfolgreichen Operation wurde im Folgejahr eine Kampagne südwestlich der Stadt Tabora vorbereitet, deren Kommando Oberstleutnant Armand Huyghé übertragen wurde.
Für die kongolesischen Wirtschaft bedeutete die Offensive eine große Beeinträchtigung. Viele der eingesetzten Träger, deren Verluste zudem hoch waren, waren kongolesische Arbeiter, die in der Plantagenwirtschaft des Kongo fehlten. Die Sterblichkeit war so hoch, dass der belgische Kolonialminister in einem Brief vom 21. September ein Verbot der Rekrutierung von kongolesischen Trägern anordnete. Er empfahl, sie in den besetzten Ländern zu rekrutieren, was bedeutete, dass vor allem in Tanganjika nach Trägern gesucht werden musste. Die Force publique übernahm dieses Rekrutierungssystem des Kongo für die besetzten Länder: „Man schreibt eine Quote von Männern vor, die den lokalen Chefs zu liefern sind, die ihrerseits eine Anzahl von Einheimischen verpflichten, sich bei den Militärbehörden zu melden .“

## Erinnerung

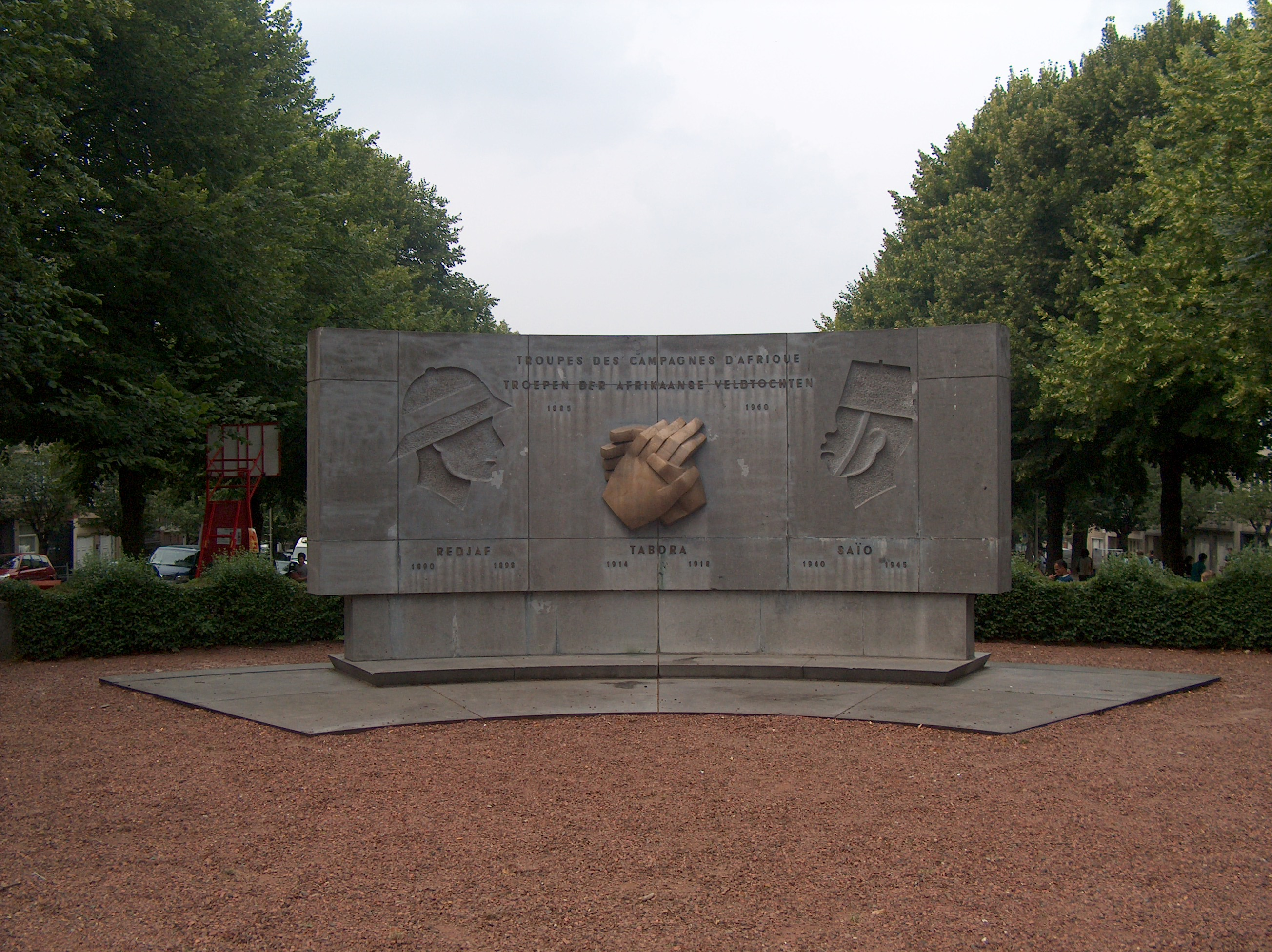
Denkmal in der Avenue Huart Hamoir in Brüssel

Auf Initiative von der Organisation URFRACOL (Union Royale des Fraternelles Coloniales) errichtete Willy Kreitz 1970 in der Avenue Huart Hamoir in Brüssel ein Denkmal für die belgischen Truppen in Afrika. Es erinnert an die zwölf Schlachten und Feldzüge der Force Publique, darunter die Schlacht von Tabora28. Außerdem gibt es seit 1937 die Rue du Général Tombeur und ein von Jacques Marin geschaffenes Bronzedenkmal von General Tombeur, das am 24. Juni 1951 eingeweiht wurde30. Eine Gedenktafel zur Erinnerung an General Philippe Molitor gibt es in Arlon.

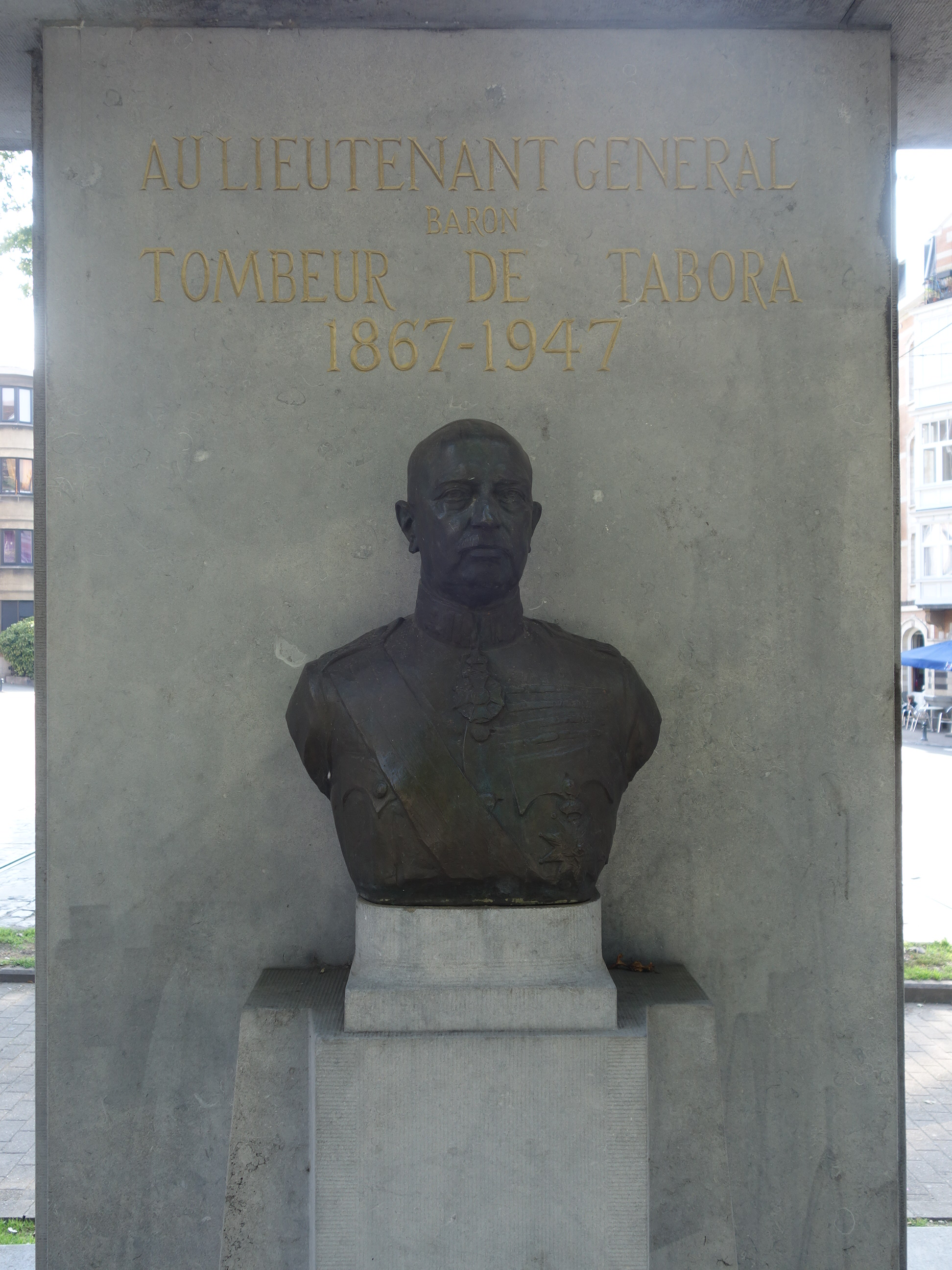
Denkmal für Generalleutnant Charles Tombeur de Tabora.

Weiterhin existieren in Brüssel die Rue de Tabora, die entlang der St.-Nikolaus-Kirche verläuft, in Namur die Avenue de Tabora und in Ostende die Taboralaan.
In Kinshasa und Lubumbashi erinnern jeweils eine Avenue de Tabora an die Kämpfe und die kongolesischen Soldaten der Force Publique, die an der Eroberung der Stadt beteiligt waren.
Im Kongo wurde 1930 ein Denkmal zu Ehren der getöteten Soldaten errichtet.
 

## Aktuellere Erinnerung
Bei der Zeremonie in Tabora zum 100. Jahrestag des Waffenstillstands im Ersten Weltkrieg waren alle Flaggen der wichtigsten Kriegsparteien vertreten, außer der des Kongo. Daraufhin organisierte die „ASBL Bakushinta“ eine Ausstellung, um die Anstrengungen der kongolesischen Soldaten hervorzuheben. Die kongolesischen Soldaten wurden von der kongolesischen Regierung für die Ausstellung ausgewählt.